# Жевлакович, Степан Викентьевич
Степан Викентьевич Жевлакович — советский хозяйственный, государственный и политический деятель, Герой Социалистического Труда.

## Биография
Родился в 1913 году в деревне Кривель Любиничской волости Горецкого уезда Могилёвской губернии. Член КПСС.
С 1935 года — на хозяйственной, общественной и политической работе. В 1935—1978 гг. — зоотехник в Белорусской ССР, зоотехник совхоза «Металлист» Кольчугинского района, зоотехник совхоза «Энтузиаст» Юрьев-Польского района, участник Великой Отечественной войны, командир зенитно-пулеметной роты 25-й танковой бригады 29-го танкового корпуса, заведующий молокозаводом, старший зоотехник, главный зоотехник, директор совхоза «Энтузиаст» Юрьев-Польского района Владимирской области.
Указом Президиума Верховного Совета СССР от 8 апреля 1971 года присвоено звание Героя Социалистического Труда с вручением ордена Ленина и золотой медали «Серп и Молот».
Умер в селе Энтузиаст в 1978 году.